# Chiesa di San Clemente (Bertonico)
La chiesa di San Clemente è la parrocchiale di Bertonico, in provincia e diocesi di Lodi; fa parte del vicariato di Casalpusterlengo.

## Storia

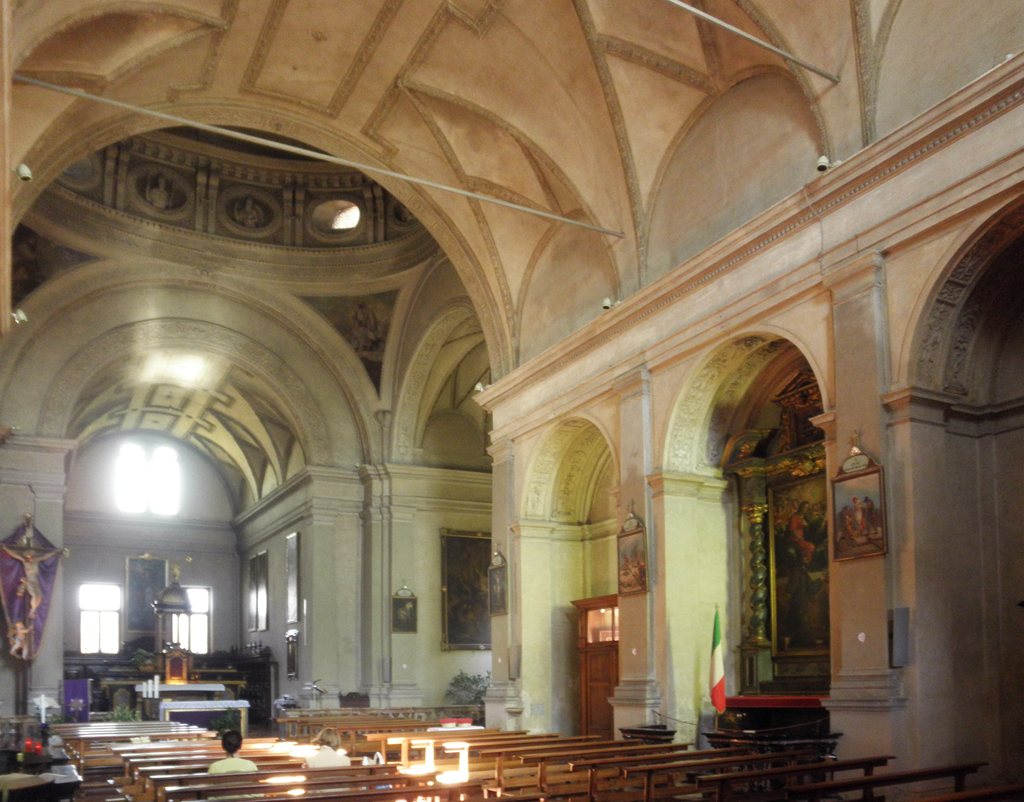
L'interno

Nel 1564 i deputati dell'Ospedale Maggiore di Milano, feudatario del centro abitato di Bertonico, decisero la ricostruzione della vecchia chiesa parrocchiale secondo un progetto dell'architetto Giovanni Battista Lonate da Birago.
I lavori, diretti da Francesco Lamberto da Lonate Pozzolo, ebbero inizio l'anno successivo e si conclusero nel 1579, anche se gli interni furono completati solo nel 1597.

## Caratteristiche

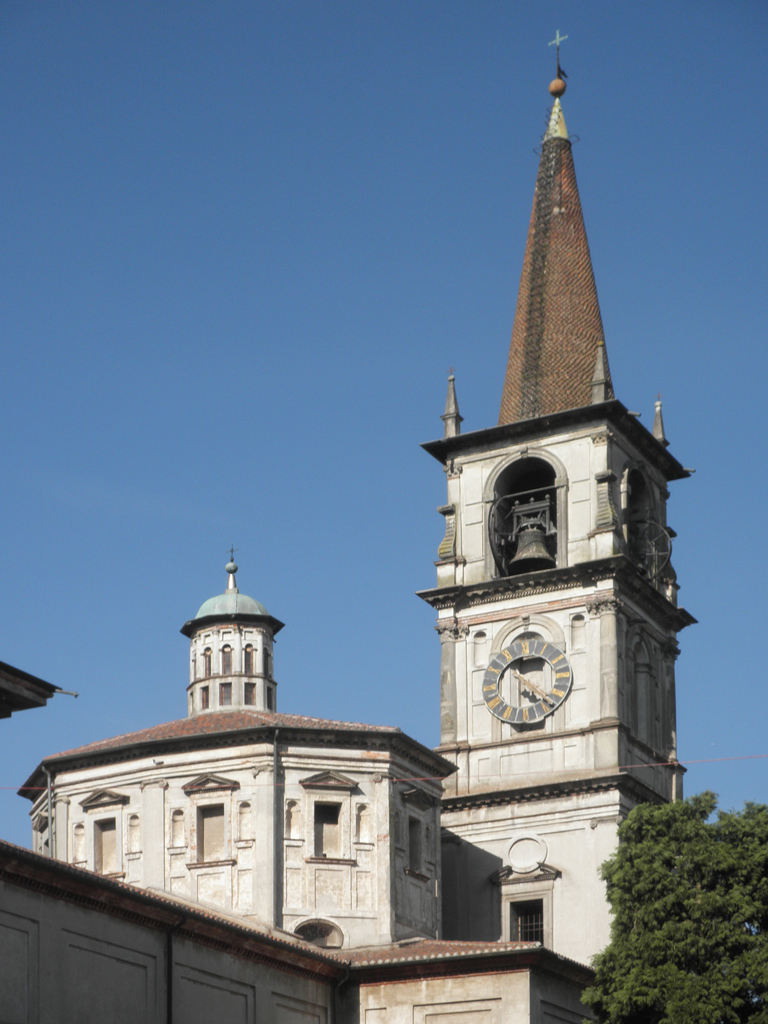
Particolare del tiburio e del campanile

La chiesa è posta al centro del paese e prospetta su una piazza.
Ha pianta a croce latina, con facciata posta sul lato ovest e abside rettangolare sul lato est; all'incrocio della navata con il transetto si erge una cupola ellittica.
La facciata ha forma rettangolare, scandita da specchiature, ed è sormontata da un timpano aperto; al centro della facciata si apre una bifora, sotto la quale un portico sostenuto da colonne ioniche precede l'ingresso.
Le pareti laterali, anch'esse scandite da specchiature che riprendono la ripartizione delle cappelle dell'interno, sono traforate nel transetto da finestre con cornici in cotto sormontate da timpani spezzati; la costruzione è dominata dal tiburio ellittico e dal campanile a base quadrata.
L'interno è a navata unica con cappelle laterali, sormontata da una volta unghiata. Vi si conserva un quadro del Malosso raffigurante il Perdono di Assisi.

### Fonti
- Mario Marubbi, Monumenti e opere d'arte nel basso Lodigiano, fotografie di Giuseppe Giudici, Meleti, Guardamiglio, Maleo, edito dalla Cassa Rurale ed Artigiana del Basso Lodigiano, 1987,  pp. 12-16, ISBN non esistente, SBN MIL0576026.

### Testi di approfondimento
- Cesare Chiodi, Chiese e cappelle dei beni rustici dell'Ospedale Maggiore di Milano (PDF), Milano, edito dal Consiglio degli Istituti Ospitalieri di Milano, 1939,  pp. 15-33, ISBN non esistente, SBN TO00713258.